# Demokratisk Folkeparti
Demokratisk Folkeparti var et dansk politisk parti, der blev stiftet 25. november 2000 af udbrydere fra Dansk Folkeparti fordi udbryderne mente at partiet var for topstyret og udemokratisk.
Partistifter var Svend Mellhorn, der forinden var blevet ekskluderet af Dansk Folkeparti efter at have været formand for dets lokalafdeling i Gørlev. Inge Refshauge, der var blevet valgt til Folketinget for Dansk Folkeparti, men siden var blevet løsgænger, repræsenterede Demokratisk Folkeparti i Folketinget fra stiftelsen 25. november 2000 til folketingsvalget 20. november 2001. Til dette valg blev Demokratisk Folkeparti ikke opstillingsberettiget.